# Acrolophus chloropelta
Acrolophus chloropelta är en fjärilsart som beskrevs av Edward Meyrick 1928. Acrolophus chloropelta ingår i släktet Acrolophus och familjen Acrolophidae. Inga underarter finns listade i Catalogue of Life.